# Luis Parodi Valverde
Luis Parodi Valverde (Guayaquil; 12 de agosto de 1936 - 14 de abril de 2020) fue un ingeniero y político ecuatoriano, quien ejerció el cargo de Vicepresidente del Ecuador del 10 de agosto de 1988 al 10 de agosto de 1992.

## Biografía
Realizó sus estudios superiores en la Escuela Superior Politécnica del Litoral, egresando como Ingeniero en Electricidad en diciembre de 1967. Desde 1974 a 1978 se desempeñó como Rector de la Escuela Superior Politécnica del Litoral, siendo el primer egresado en ejercer dicho cargo.
Fue designado Subsecretario del Ministerio de Recursos Naturales y Energéticos desde 1976 a 1977. Presidente del Directorio de INECEL. Presidente del Directorio del Instituto Nacional de Meteorología e Hidrología. Subgerente general de CEPE desde el 19 de noviembre de 1980 hasta el 30 de septiembre de 1981. Designado por el embajador de los Estados Unidos de América como miembro del directorio de la Comisión Fullbright en septiembre de 1984. Ratificado en septiembre de 1985 y en septiembre de 1986.
Ejerció la vicepresidencia Constitucional del Ecuador desde el 10 de agosto de 1988 al 10 de agosto de 1992, durante la Presidencia de Rodrigo Borja Cevallos. Desde 1995 se desempeñó como Director Ejecutivo de la Fundación Capacitar.
Falleció a los ochenta y tres años en la ciudad de Guayaquil el 14 de abril de 2020 por complicaciones de salud debido a su avanzada edad.

## Distinciones como estudiante politécnico
Como estudiante de la Escuela Superior Politécnica del Litoral recibió las siguientes distinciones:
- Primer premio de la Asociación Escuela Superior Politécnica de Litoral en todos los años que se repartió.
- Primer Premio (Medalla de Oro) de la Escuela Superior Politécnica del Litoral como mejor egresado de todas las especializaciones del año 1966.
- Medalla de Oro de la Escuela Superior Politécnica del Litoral por ser el mejor egresado en sus primeros 20 años de vida institucional.
- Diploma de mejor Egresado de la Escuela Superior Politécnica del Litoral de todas las especializaciones en los 35 años de vida institucional (la condición de mejor egresado se mantiene hasta el día de hoy).

El 29 de octubre de 1997 la Escuela Superior Politécnica del Litoral institucionalizó la presea "Luis Parodi Valverde" para premiar anualmente al mejor egresado de las carreras de ingeniería.

## Distinciones en la docencia
- Primer y único Profesor Emeritus de la Escuela Superior Politécnica del Litoral.
- Condecoración Especial y Diploma de Honor entregado por la Sociedad Filantrópica del Guayas por servicios relevantes a la Provincia y a la Patria.
- Recibió el título de doctor honoris causa por parte de la Escuela Politécnica del Litoral, el 19 de diciembre de 2018.

## Condecoraciones recibidas
- "Grã-Cruz de la Ordem Nacional do Cruzeiro do Sul", de la República Federativa de Brasil, recibida el 14 de noviembre de 1989.
- "Gran Officier de la Ordre National de la Légion D'Honneur", de la República de Francia, el 23 de diciembre de 1989.
- "Ciudadano Internacional Honorario", título concedido por la ciudad de New Orleans el 28 de marzo de 1991.
- "Condecoración al Mérito de la Integración", conferido por la Unión Panamericana de Asociaciones de Ingenieros (UPADI), recibida el 7 de junio de 1991.